# Norma Cassau
Norma Cassau (* 1975 in Berlin) ist eine deutsche Übersetzerin.
Cassau studierte Komparatistik und Osteuropastudien in Berlin und Kasan. Seit 2009 übersetzt sie Literatur aus dem Russischen und Französischen, u. a. Roman mit Kokain von M. Agejew und (mit Bernd Wilczek) Unterwerfung   (2015) von Michel Houellebecq.

## Übersetzungen (Auswahl)
- M. Agejew: Roman mit Kokain. Aus dem Russischen von Norma Cassau und Valerie Engler. Nachwort Karl-Markus Gauß. Manesse, Zürich 2012
- Georges Flipo: Tote Dichter lügen nicht. Roman. Blanvalet, München 2012, ISBN 978-3-442-37882-1.
- Georges Flipo: Tote liegen nicht am Strand. Blanvalet, München 2013, ISBN 978-3-442-37881-4.
- Marie-Renée Lavoie: Ich & Monsieur Roger. Roman. Aus dem kanadischen Französisch von Norma Cassau und Andreas Jandl. dtv, München 2015, ISBN 978-3-423-21612-8.
- Juan Reinaldo Sánchez: Das verborgene Leben des Fidel Castro. Ich war 20 Jahre Leibwächter des Maxímo Líder. Das ist die wahre Geschichte. Lübbe, Köln 2015, ISBN 3-7857-2534-5.
- Michel Houellebecq: Unterwerfung. Übers. Norma Cassau, Bernd Wilczek. DuMont, Köln 2016
- Olivier Bourdeaut: Warten auf Bojangles. Roman. Piper, München 2017, ISBN 978-3-492-97685-5.
- Jean-Baptiste Malet: Das Tomatenimperium. Sachbuch. Eichborn, Köln 2018, ISBN 978-3-8479-0642-1.
- Philippe Djian: Marlène. Roman. Diogenes, Zürich 2018, ISBN 978-3-257-07029-3.
- Philippe Djian: Morgengrauen. Roman. Diogenes, Zürich 2020, ISBN 978-3-257-07122-1.
- Philippe Djian: Die Ruchlosen. Roman. Diogenes, Zürich 2021, ISBN 978-3-257-07174-0.
- Henriette Valet: Madame 60a. Roman. Verlag Das Kulturelle Gedächtnis, Berlin 2022, ISBN 978-3-946990-62-8.
- Muriel Barbery: Eine Rose allein. Roman. List 2022, ISBN 978-3-471-36046-0.